# Carlos Herrejón Peredo
Carlos Herrejón Peredo (Morelia Michoacán, 14 de septiembre de 1942) es un teólogo, historiador, escritor, investigador, intelectual y académico mexicano. Se ha especializado en la historia virreinal de Nueva España y en la etapa de la guerra de Independencia de México, así como de la historia de Michoacán.

## Estudios
Realizó sus primeros estudios de Filosofía y Teología en el Seminario Tridentino de Michoacán. En 1966 concluyó la licenciatura (baccalaureatus) de Teología en la Universidad Gregoriana de Roma, obteniendo en 1968 una maestría en la misma área (licentia). Viajó a París para ingresar a la École des Hautes Études en Sciences Sociales en donde obtuvo un doctorado en Historia en 1997.

## Docente y académico
Ha impartido clases en el Seminario Tridentino de Morelia, en la Universidad Autónoma del Estado de México, en el Colegio de Michoacán. Fue investigador visitante en la Universidad Michoacana de San Nicolás de Hidalgo y director de estudios invitado en la École des hautes études en sciences sociales.
Es miembro del Sistema Nacional de Investigadores desde 1985 siendo nivel III de 1997 hasta 2023, cuando fue reconocido como miembro Emérito de ese Sistema. 
Fue secretario general de El Colegio de Michoacán de 1985 a 1991, y presidente de 1997 a 2003. Es miembro de número de la Academia Mexicana de la Historia desde el 7 de septiembre de 1993 en donde ocupa el sillón 22.

## Premios y distinciones
- Reconocimiento a su labor académica en la Universidad Autónoma del Estado de México en 1975
- Presea José Tocavén, por La voz de Michoacán en 1987.
- Premio en Concurso de Investigación Histórica sobre la ciudad de Morelia, por el Instituto Nacional de Antropología e Historia, el Gobierno del Estado de Michoacán y el Ayuntamiento de Morelia por la obra Los orígenes de Guayangareo-Valladolid en 1991.
- Condecoración Generalísimo Morelos, por el Ayuntamiento de Morelia en 1994.
- Presea Exaval, por la Sociedad de Exalumnos del Instituto Valladolid en 1997.

## Obras publicadas
Ha publicado diversos artículos de investigación, prólogos, capítulos y libros de historia entre los que destacan:
- Investigación histórica y formación profesional en coautoría con Samuel Aponte (1977).
- Fundación del Instituto Literario del Estado de México (1978).
- Tlalpujahua (1980).
- ”La guerra de independencia en el Estado de México” en Duodécima Reunión de la Fraternidad del Estado de México (1980).
- Ignacio Rayón (1982).
- Morelos. Vida preinsurgente y lecturas (1984).
- Textos políticos en la Nueva España (1984).
- ”Vasco de Quiroga: educación y socialización del indígena” en Vasco de Quiroga educador de adultos (1984).
- Historia del Estado de México (1985).
- La Independencia según Ignacio Rayón (1985).
- Los procesos de Morelos (1985).
- Actas de la Diputación Provincial de Nueva España 1820-1821 (1985).
- Morelos. Antología documental y estudio introductorio (1985).
- Guadalupe Victoria. Documentos I (1986).
- Hidalgo. Razones de la insurgencia y biografía documental (1987).
- ”La Diputación Provincial de Nueva España” en Temas de historia mexiquense (1988).
- El Colegio de San Miguel de Guayangareo (1989).
- Los orígenes de Guayangareo-Valladolid (1991).
- Hidalgo antes del Grito de Dolores (1992).
- ”Principio y final de Guadalupe Victoria” en Memoria del Simposium Guadalupe Victoria forjador de la República (1993).
- Breve historia del Estado de México (1995).
- Morelos (1996).
- ”Construcción del mito de Hidalgo” en El héroe entre el mito y la historia (2000).
- ”Los sermones novohispanos” en Historia de la literatura mexicana, desde sus orígenes hasta nuestros días (2002).
- Hidalgo. Maestro, párroco e insurgente (2011).
- Morelos   (2015)